# Морський промисел

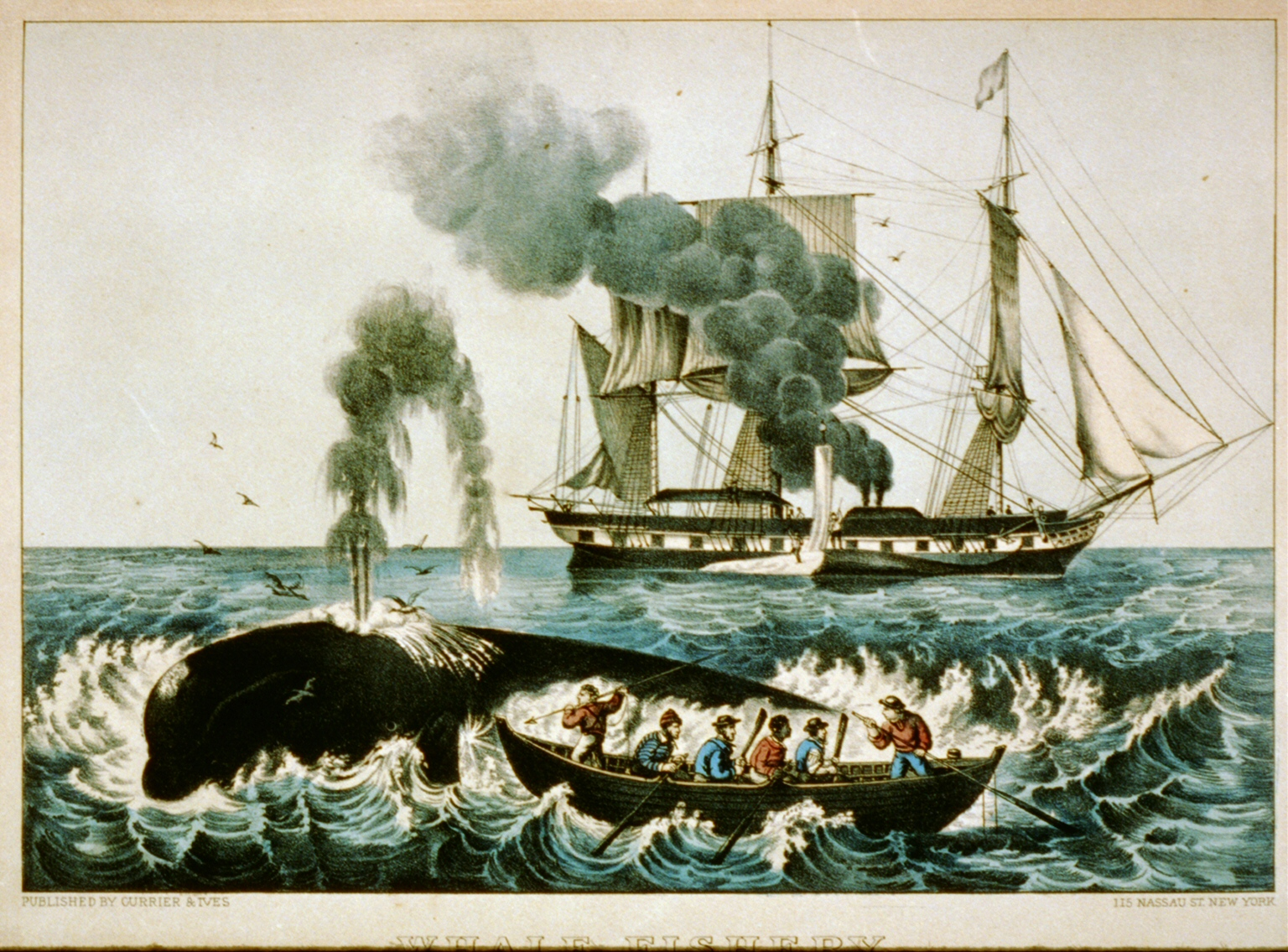
Китобійне судно

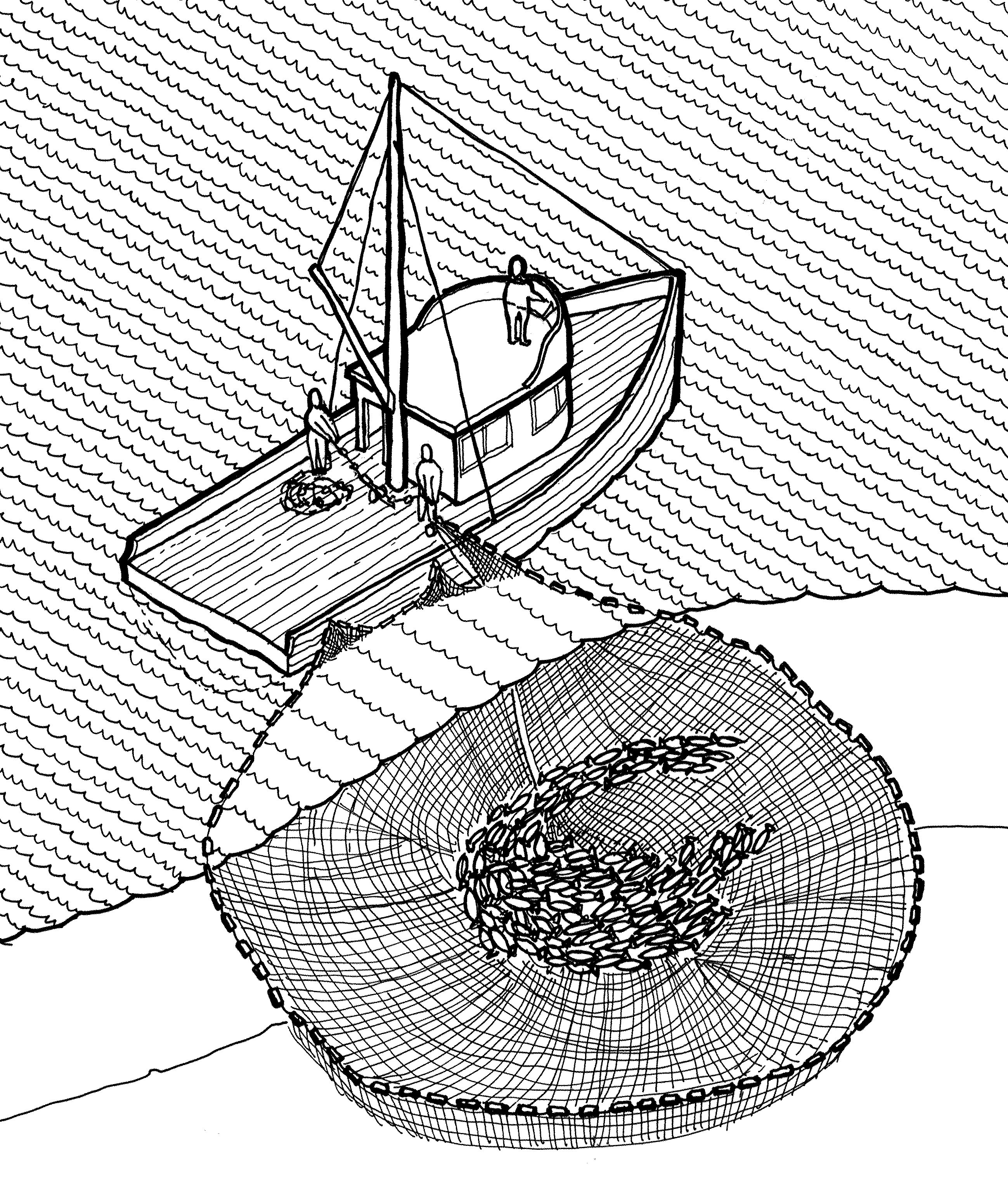
Косяк риби в тенетах

Морськи́й про́мисел — форма природокористування у великих акваторіях (морях, океанах, протоках, заливах), метою якої є видобуток тварин з метою розвитку місцевої економіки, отримання білкової їжі та різноманітних спеціальних продуктів (кісток, жиру тощо).

## Об'єкти морського промислу

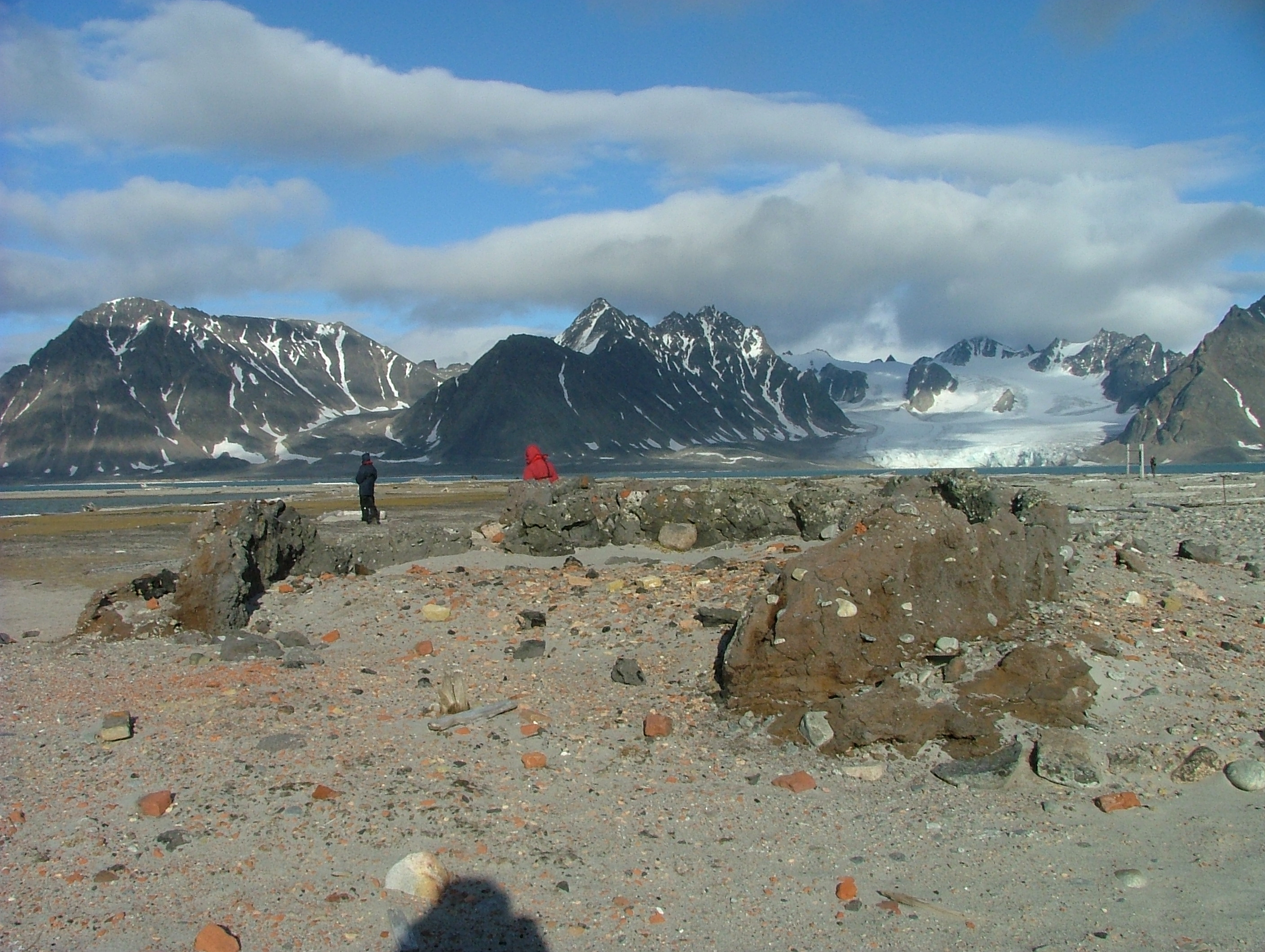
Залишки гигантського котла для витоплювання ворвані біля давнього голландського поселення XVII ст. Смееренбург на Шпіцбергені, Норвегія

Всі найбільші міста світу, як правило, розташовані поблизу океанів або морського узбережжя. Морський промисел є ключовою ланкою у розвитку місцевої економіки всіх без винятку приморських міст і населених пунктів, незалежно від рівня економічного розвитку країни. Зокрема, загінне полювання на дельфінів використовують як в Японії, так і на Фарерських островах. У багатьох країнах існують спеціальні риболовецькі флотилії.
Обсяги морського промислу поступово скорочуються через підрив популяцій (перепромисел) багатьох традиційних об'єктів полювання.

## Продукти морського промислу
Продукти морського промислу — Морепродукти — настільки ж різноманітні, наскільки різноманітна сама морська фауна (частково і флора) та способи її вилучення та переробки. Найвідомішими з них є:

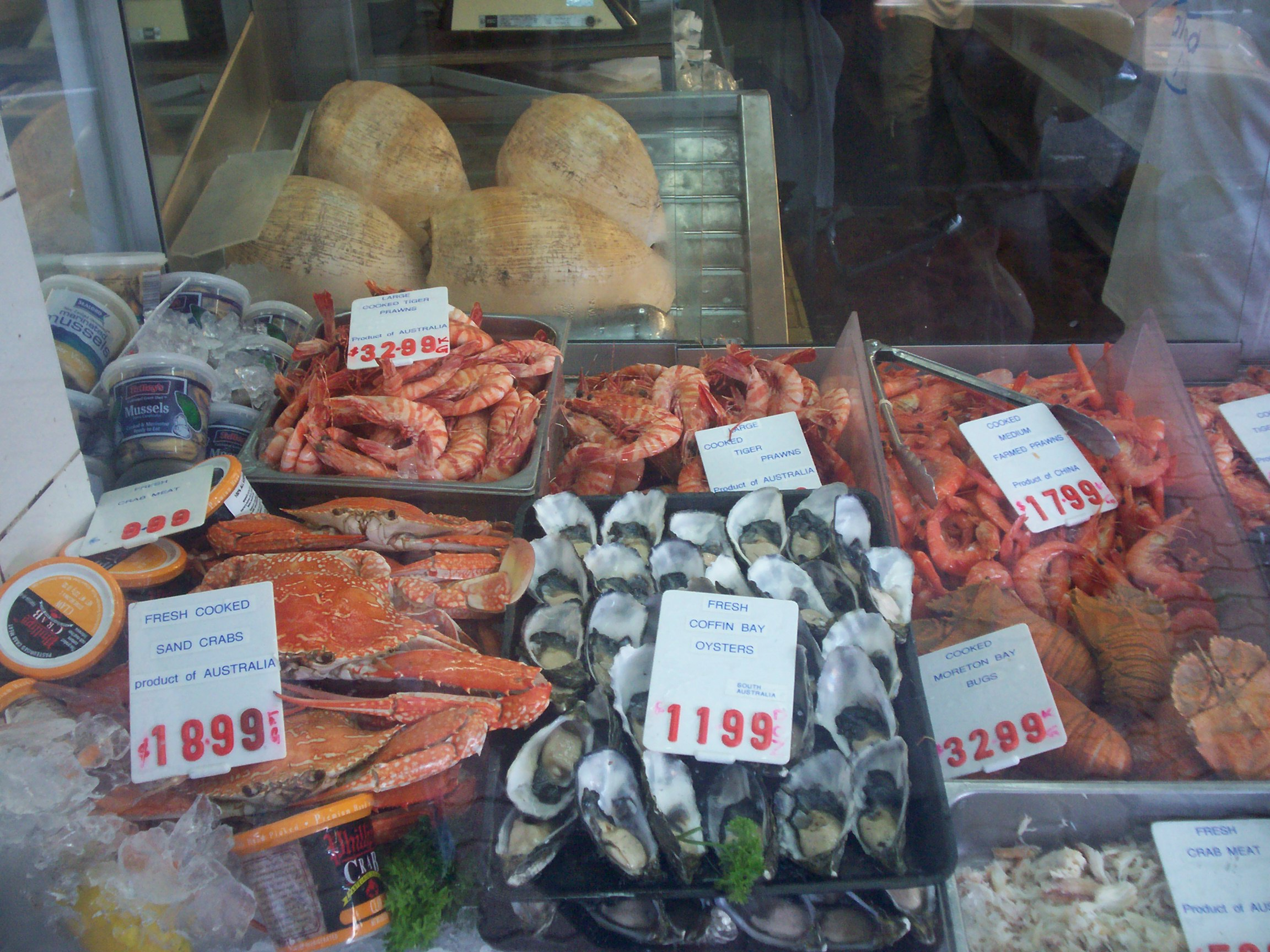
Різноманітні морепродукти

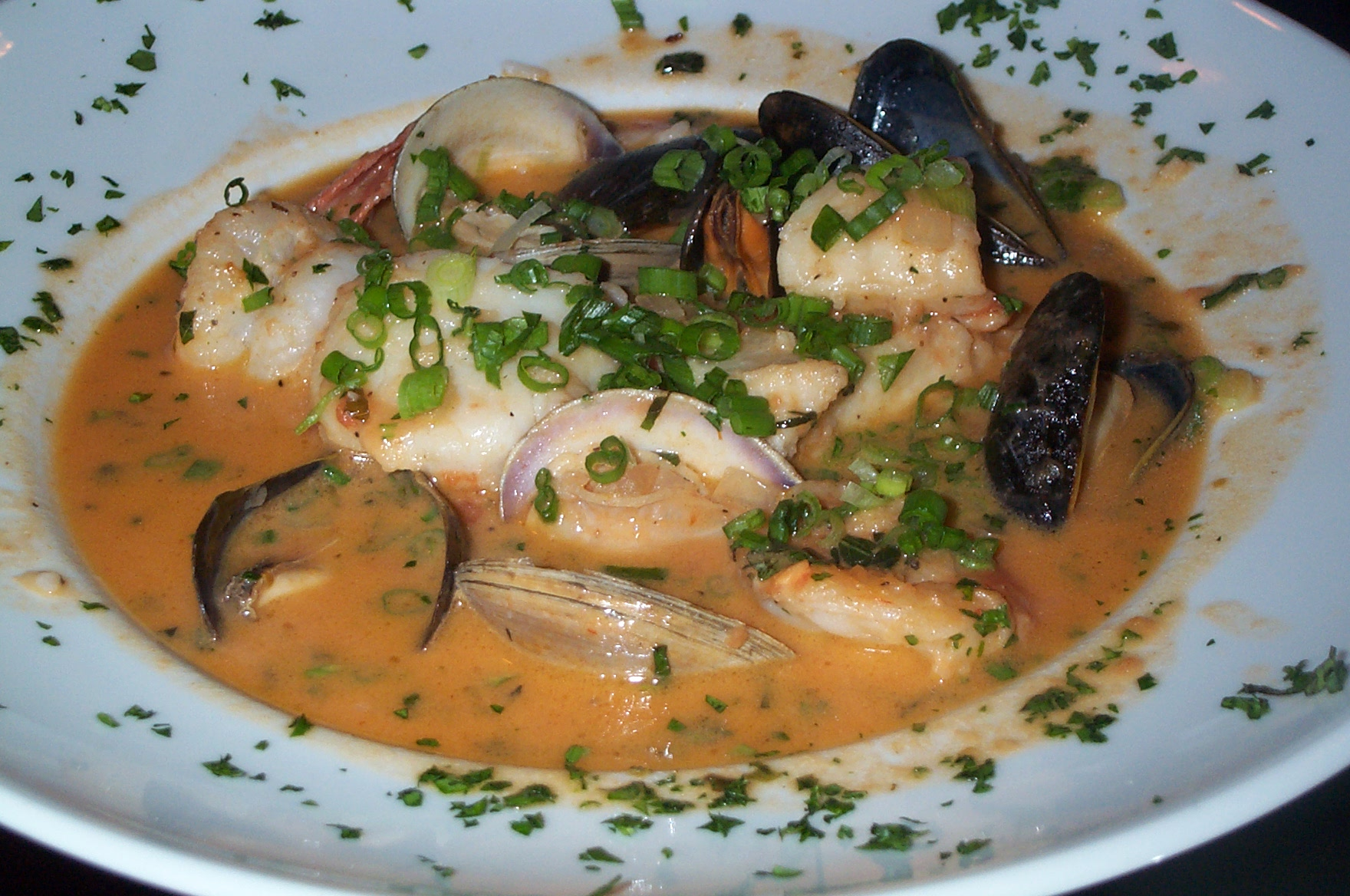
Буябес по-бразильски

- м'ясо (китовина, риба, раки, краби та креветки, молюски, у тому числі устриці, кальмари)
- жир (вкл. ворвань і риб'ячий жир)
- м'ясо-кісткове борошно
- раковини молюсків.

З цих морепродуктів виготовляють окремі спеціальні «морські» страви, з яких найвідомішими є риб'ячий жир, сушені кальмари, паста «океан», суші, варені креветки. Широко відомою є морська кухня багатьох народів світу, вкл. японські суші та французьких устриць і омарів.

## Морський промисел в художніх образах
Ернест Хемінгуей отримав Пулітцерівську премію за повість «Старий і море» («The Old Man and The Sea»), 1952.